# Paulo Ayzen
Paulo Ayzen, nome artístico de Paulo Henrique Borges (Goiânia, 27 de julho de 1989), é um jornalista, influenciador digital, cantor e ator brasileiro. Reconhecido por seu trabalho como comunicador multiplataforma, ganhou notoriedade na mídia por sua atuação em jornalismo, conteúdo digital e, mais recentemente, pela inserção no cenário da música sertaneja como artista bixessual assumido, enfrentando os estigmas do meio conservador.

## Primeiros anos e formação
Paulo nasceu em Goiânia, capital do estado de Goiás, mas foi criado na cidade vizinha de Santo Antônio de Goiás até os 15 anos. Após o falecimento de sua mãe, mudou-se para Aparecida de Goiânia, onde viveu durante boa parte da juventude. Demonstrou desde cedo interesse por comunicação, arte e música.
Formou-se em Jornalismo, iniciando sua trajetória profissional no setor de imprensa e mídia local. Ainda durante os anos de formação acadêmica, envolveu-se com produções culturais e atividades em rádio e televisão, o que mais tarde impulsionaria sua atuação como influenciador digital.

## Carreira jornalística
Paulo Ayzen iniciou sua carreira como repórter e produtor de conteúdo voltado à cultura, comportamento e entretenimento, atuando em diversos veículos impressos, televisivos e digitais. Com o tempo, destacou-se também como comunicador em ambientes digitais, ganhando relevância por seu posicionamento social e estilo de comunicação humanizado.

## Influência digital
Como influenciador digital, Ayzen consolidou uma audiência fiel nas redes sociais, tratando de temas como cultura pop, bastidores do entretenimento, pautas sociais, diversidade e estilo de vida. Seu conteúdo abrange desde notícias até reflexões sobre comportamento, sempre com foco em comunicação com propósito. Com sua presença crescente no meio digital, passou a colaborar com marcas, projetos culturais e artistas.

## Música
Embora tenha iniciado sua carreira no jornalismo, Paulo sempre teve ligação com a música. Sua aproximação profissional com a área aconteceu a partir dos 30 anos, quando começou a se apresentar em eventos e bares da cena alternativa de Goiânia. Em pouco tempo, lançou seu primeiro single autoral e passou a integrar o circuito de artistas independentes.
Sua sonoridade combina elementos do sertanejo contemporâneo com influências do pop, rock e eletrônico. Ayzen tem lançado faixas regularmente em plataformas como Spotify, Deezer, SoundCloud e Palco MP3.

### Discografia selecionada
- Alcoolizando – 2023
- Subornando o Coração – 2024
- Outras faixas disponíveis nas plataformas de streaming.

## Atuação como ator
Ayzen também tem experiência no teatro e em produções audiovisuais independentes, participando de peças, curtas-metragens e programas televisivos. Sua formação como ator contribui para sua performance de palco e sua capacidade de expressão em diferentes mídias.

## Particularidades
No contexto da música sertaneja — um gênero tradicionalmente conservador —, Paulo Ayzen tornou-se um dos poucos artistas abertamente gays, utilizando sua visibilidade para romper barreiras e lutar contra preconceitos. Sua decisão de revelar publicamente sua orientação sexual foi um marco em sua carreira, que passou a incorporar também um discurso político e social.
Desde então, ele tem atuado ativamente na promoção da inclusão e representatividade na música, inspirando jovens e artistas LGBTQIA+ a ocuparem espaços e se expressarem livremente. Ayzen também participa de campanhas sociais e colabora com artistas e projetos voltados à diversidade.